# Pozo Borrado
Pozo Borrado es una localidad y comuna santafesina, del departamento Nueve de Julio.
Se encuentra a 404 km de Santa Fe,y aproximadamente a 20 km del límite provincial que la separa de la provincia de Santiago del Estero.
La superficie del distrito es de 1890 km2.
Desde el año 2013 cuenta con 15 km de acceso pavimentado que unen la RN95 con la localidad. La misma recibió estatus de comuna el 12 de diciembre de 1954.
Actualmente, el presidente comunal electo para los próximos 2 años es el Sr. Javier Herrera (período 12/2019-12/2021).

## Población
Cuenta con 1021 habitantes (Indec, 2022), lo que representa un descenso frente a los 1417 habitantes (Indec, 2010) del censo anterior.
| Gráfica de evolución demográfica de Pozo Borrado entre 1991 y 2022 |
|                                                                    |
| Fuente: Censos nacionales del INDEC                                |

## Toponimia e historia
La historia de este pueblo nace con el tendido de la línea ferroviaria Tostado y General Pinedo, en 1935, en tierras administradas por la estancia La Delia. Al inaugurase el servicio del actual Ferrocarril General Belgrano, se da a conocer el pueblo que recibió el nombre de Pozo Borrado.
Sobre el origen histórico del pueblo, se conocen las siguientes versiones:
Primera versión:
- Tiene que ver con la nación originaria, cuando comenzó el avance del europeo. Se contaba con agua dulce. Pero en una oportunidad, al ver un grupo de soldados acercándose en busca de agua, la protegieron y taparon el pozo al ras, pero no se pudo evitar que un caballo cayese al mismo. Y los nacionales dejaron una maldición: que el agua se pase a salada.[2]

Segunda versión:
- Llega a la zona un explorador llamado Julián Hernández quien como primera medida mandó a cavar un pozo para abastecer de agua a los animales y a la gente que había venido con él. Después de algún tiempo este explorador se retira más al norte a realizar su actividad.

Después de algunos años, Julián Hernández vuelve a la zona y manda a limpiar el pozo que habían dejado tapado, pero dentro de él encuentra un yeguarizo muerto. A causa de esto, el agua queda completamente inutilizable. Este pozo se tapa y desde ese momento se llama Pozo Borrado.

## Clima
El clima es subtropical, con estación seca en el invierno. De relieve llano y con una vegetación de sabanas parque.

## Flora y fauna
Se destaca chañar, lapacho, algarrobo, quebracho colorado y blanco, ñandubay, guayacán y algarrobo blanco y negro. También pasto amargo, cortaderas, cadillo, gramíneas, romerillo, pasto bandera, matorrales de cardos, y espinillo.
Entre las especies que se encuentran en la zona norte figuran comadreja overa, murciélago, chancho del monte, tapetí, vizcacha, biguá, cigüeña, aguará guazú, pato crestudo, bandurria, perdiz grande, loro, lechuzón, culebritas y picaflor. También se encuentra insectos como el grillos, la cucarachas, arañas, mosquitos, abejas, y demás.

## Actividad productiva
En esta localidad, ubicada al norte de Santa Fe, se destaca el cultivo de algodón y el sorgo que sirve de alimento para el ganado, también se cultiva Soja, Algodón, Sorgo, Maíz, Girasol, Trigo entre otros. La zona también es apta para la ganadería de carne y leche, existiendo en la zona una pequeña cuenca lechera.

## Rutas y caminos
Esta localidad se halla comunicada con el resto de la provincia por rutas nacionales, provinciales y el tendido de vías férreas del Ferrocarril General Belgrano. Dichas rutas son: la ruta provincial N.º 91S (de tierra): comunica gran número de localidades del departamento 9 de Julio, desde la ciudad de Tostado hasta la localidad de El Nochero, pasando por Pozo Borrado. Ruta Nacional 95 (asfaltada): se comunica con Pozo Borrado mediante un acceso de aproximadamente 14 km de trayectoria, actualmente asfaltado. Además la comunicación está dada por caminos de tierra comúnmente llamados “vecinales”, que unen a nuestra localidad con la zona rural y colonias vecinas.

## Medios de transporte
Los medios de trasportes que podemos encontrar en el saliente, es un colectivo a larga distancia, de la línea Coop. TAL, que viaja desde Tostado hasta Santa Fe, y viceversa. Fue otorgado por integrantes comunales de Tostado. La misma pondrá una casilla la cual funciona como boletería. También la empresa “El Pulqui”, que realiza desde Santa Fe, hacia Villa Minetti, pasando por esta localidad. Entre otros, podemos encontrar transportes particulares.

## Escuelas
- Escuela Donaldo Enzo González n.º 1027 (estatal rural pública).
- Escuela Primaria Efraín J. C. Angeloni n.º 6123 (estatal rural pública).
- Escuela de Enseñanza Secundaria Orientada Secundaria n.º 405.

## Centro de salud
S.A.M.Co n.º 03303 Pozo Borrado, con médico permanente, y odontólogo 2 veces por semana; servicio de radiología, bioquímica y enfermería. El centro funciona en edificio nuevo inaugurado en el año 2010.

## Localidades y parajes
Colonia El Mate, Colonia El Pirincho, Colonia San Gabino, Fortín Atahualpa.

## Entidades deportivas
Club Atlético Pozo Borrado. 
Se destaca, en el deporte de tiro al pichón y vizcacha, como el mayor referente, Ricardo Daniel Acevedo (temporada 2018-2019).
Deportista destacado en atletismo: Germán Adalberto García Hogrefe, campeón nacional y provincial en disciplinas de jabalina, salto de longitud y 100 m planos (1999-2003).

## Sitios externos
- Sitio provincial (enlace roto disponible en Internet Archive; véase el historial, la primera versión y la última).
- Sitio federal
- Coord. geográficas e imágenes satelitales de Pozo Borrado

- Datos: Q10352285